# Marchena
Marchena é um município da Espanha na província de Sevilha, comunidade autónoma da Andaluzia, de área 379 km² com população de 19310 habitantes (2007) e densidade populacional de 49,05 hab/km².

## Demografia
| Variação demográfica do município entre 1991 e 2004 | Variação demográfica do município entre 1991 e 2004 | Variação demográfica do município entre 1991 e 2004 | Variação demográfica do município entre 1991 e 2004 |
| --------------------------------------------------- | --------------------------------------------------- | --------------------------------------------------- | --------------------------------------------------- |
| 1991                                                | 1996                                                | 2001                                                | 2004                                                |
| 17221                                               | 17921                                               | 17850                                               | 18550                                               |

## Webs
web comunidad = www.marchena.com
Radio and TV = online.rtvmarchena.es